# Denis Kokarev
Denis Sergejevitj Kokarev (ryska: Денис Серге́евич Кокарев), född 17 juni 1985 i Tver, Ryska SFSR, Sovjetunionen,  är en rysk ishockeyspelare som spelar med Dynamo Moskva i Kontinental Hockey League sedan 2010. Kokarev är dubbel KHL-mästare och världsmästare 2012.

## Karriär
Denis Kokarev började sin karriär som hockeyspelare i sin hemstad, Tver, med klubben THK Tver, i Wysschaja League, ryska andra divisionen säsongen 2003/04. Från säsongen 2008/2009 återfanns klubben i den nystartade Kontinental Hockey League, KHL.
HK MVD förlorade i finalen i Gagarin Cup 2010 mot Ak Bars Kazan. Efter säsongen fusionerades HK MVD med HK Dynamo Moskva och Kokarov fick ett kontrakt för säsongen 2010/2011 i dess efterföljare lag Dynamo Moskva. Med Dynamo Moskva vann Kokarov Gagarin Cup 2012 och 2013.
Internationellt har Kokarev spelat i VM 2012 och 2013. Med det ryska landslaget blev han världsmästare 2012.

## Meriter
- 2005 Wysschaja League vinnare och befordran till Super League med HK MVD Tver
- 2010 Tvåa i Ryska Superligan med HK MVD Balaschicha
- 2012 Gagarin Cup-seger med OHK Dynamo
- 2013 Gagarin Cup-seger med HK Dynamo Moskva

### Internationellt
- 2012 Guldmedalj i VM